# Land Rover Freelander
Land Rover Freelander, chiamata LR2 per il mercato statunitense, è un SUV 4x4 prodotto dalla casa automobilistica britannica Land Rover dal 1997 al 2015.

## Prima serie (1997-2006)
La prima serie di Freelander venne prodotta dal 1997 al 2006 nello stabilimento di Solihull (luogo di produzione di tutti i modelli Land Rover fino al 2006) e resa disponibile in tre versioni: 5 porte station wagon, 3 porte soft-top (con tetto in tela apribile) e 3 porte hard-top (con tetto rigido asportabile), con vari allestimenti e diversi optional per l'interno e l'esterno della vettura (adesivi, kit estetici, fari supplementari) che rendevano il livello di personalizzazione unico per la classe della vettura.
Le motorizzazioni previste erano le seguenti:
- 1.8 Rover benzina (1997-2006), nelle versioni "i", "Xi" e "Xei";
- 2.0 Rover diesel (1997-2001), nelle versioni "Di", "Xdi" e "Xedi"
- 2.0 BMW diesel (2001-2006), nella versione "Td4";
- 2.5 Rover V6 benzina (2001-2006), nella versione "V6".

I cambi di serie erano tutti manuali a 5 marce, ma per la V6 era disponibile di serie un cambio automatico Tiptronic con possibilità di uso in modalità sequenziale.
Un cambio automatico si poteva avere, come optional, abbinato al motore 2.0 BMW diesel adottato dal 2002 al 2006.
La decisione di introdurre sul mercato un fuoristrada di medie dimensioni e privo di marce ridotte era stata discussa dal management Land Rover sin dalla fine degli anni ottanta, per contrastare l'ascesa dei modelli di produzione giapponese e per approfittare dell'affermarsi dell'interesse del pubblico per quelli che sarebbero poi stati chiamati "SUV", veicoli a trazione integrale che venivano acquistati non necessariamente da appassionati di guida in fuoristrada.
Dopo una fase progettuale durata tutta la prima metà degli anni novanta, durante la quale il progetto veniva indicato come "CB40" nel 1997 il Freelander debuttò introducendo sul mercato diverse innovazioni coperte da brevetto Land Rover.
È stato il primo veicolo di questo costruttore ad avere telaio monoscocca (adeguatamente irrobustito) e sospensioni indipendenti, soluzioni d'uso per i normali produttori di auto ma non per Land Rover, avvezza a tecnologie quali il telaio separato a longheroni, scelta costruttiva che cambiò radicalmente proprio dopo l'introduzione di questo modello, arrivando a prevedere, nel 2002, il telaio monoscocca anche per il modello di punta di Land Rover, il Range Rover.
Per le scelte progettuali sviluppate da Land Rover, Freelander venne elogiato dalla critica internazionale per la guidabilità molto più simile a quella di una normale auto che a quella di un fuoristrada vincendo il premio di Car of The Year 1998 conferito dal magazine automobilistico inglese What Car? e si attestò inoltre come veicolo 4x4 più venduto dell'intero continente europeo per tutti e cinque i primi anni dalla messa in commercio.
Pur non avendo le caratteristiche tipiche di un fuoristrada, Land Rover progettò questo modello con l'obiettivo di renderlo comunque capace off-road: l'altezza da terra, l'angolo di attacco, di dosso e di uscita erano ottimi per il tipo di veicolo, il differenziale anteriore chiamato IRD - Intermediate Reduction Drive si occupava di trasferire la coppia motrice all'assale anteriore -direttamente- e a quello posteriore, con la trazione integrale permanentemente inserita come da tradizione per la Casa, senza necessità per il guidatore di intervenire per avere a disposizione coppia motrice per tutte e quattro le ruote.
La capacità in fuoristrada, assolutamente ai vertici della categoria, veniva inoltre garantita dal differenziale centrale a giunto viscoso e da una versione brevettata e personalizzata del sistema ABS che incorporava nuovi sistemi elettronici (inizialmente optional su alcune versioni):
- il 4-Wheels Electronic Traction Control - ETC, sistema elettronico di controllo trazione presente su tutte e quattro le ruote, si serviva dei sensori ABS per rilevare slittamenti sulle singole ruote, che venivano frenate in modo da trasferire la coppia alle ruote in trazione (simile a quanto avviene nei fuoristrada convenzionali con blocco manuale del differenziale centrale);
- l'Hill Descent Control - HDC (poi usato anche da BMW, al tempo dello sviluppo del Freelander proprietaria di Land Rover) che garantiva una velocità in discesa pari a quella che si avrebbe avuto con uso di marce ridotte, con il vantaggio della frenata applicata sulle singole ruote che garantiva maggior sicurezza e controllo sulle discese più ripide.

Per l'invenzione del sistema Hill Descent Control Land Rover venne insignita del Queen's Enterprise Award nel 2001.

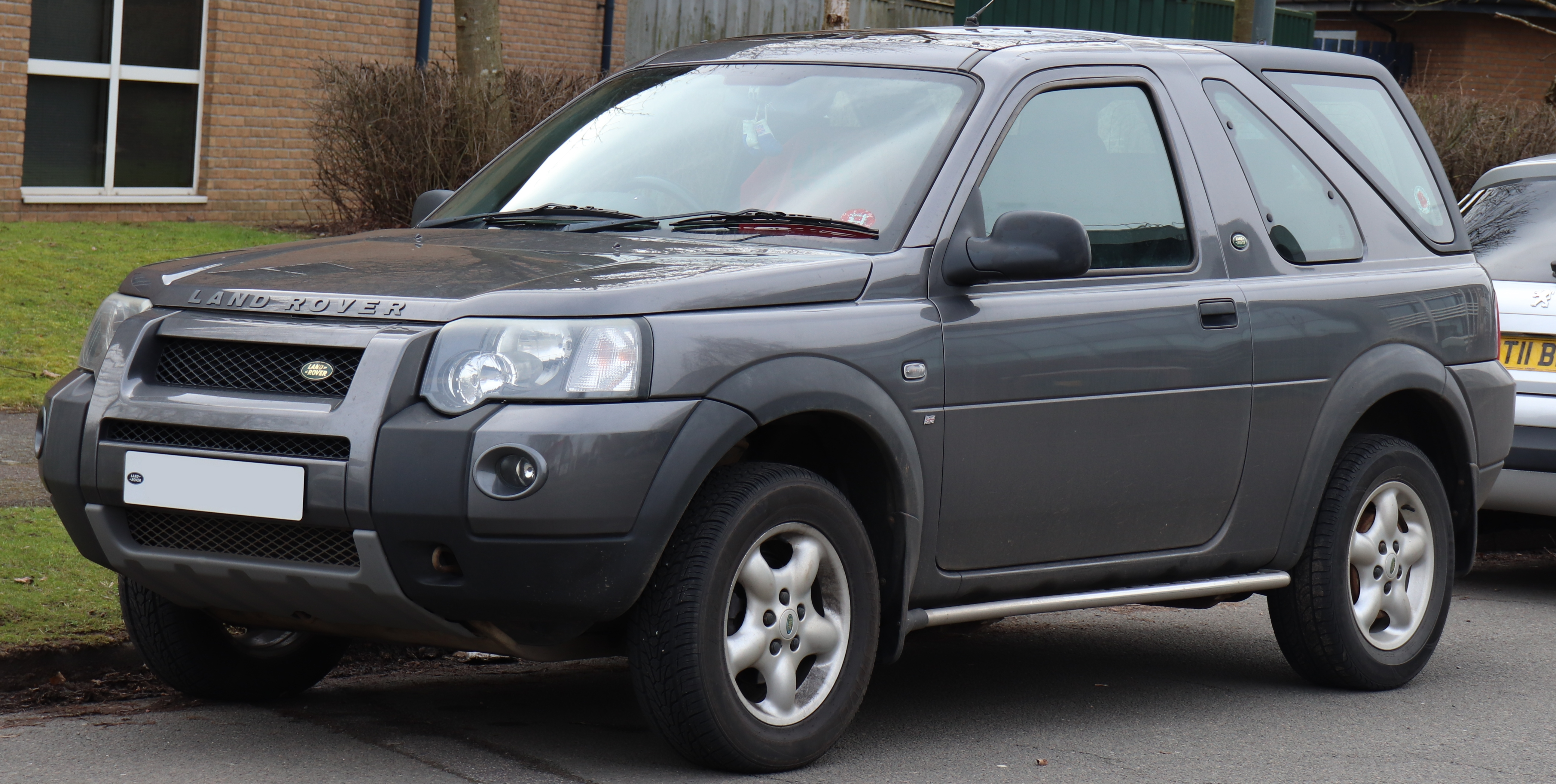
Restyling 2004 della 3 porte

Il Freelander venne utilizzato per l'ultima edizione del Camel Trophy nel 1998 nella versione XeDi e per il G4 Challenge nella versione con il propulsore V6.
Nel 2002 un piccolo restyling intervenne portando un nuovo paraurti anteriore, indicatori di direzioni bianchi e interni incentrati sull'uso del colore nero per l'intera plancia, mentre nel 2004 intervenne una decisa modifica del frontale che svecchiò l'aspetto del fuoristrada rendendolo simile alle sorelle maggiore Discovery e Range Rover, con nuovi fascioni paraurti parzialmente in tinta con la carrozzeria, nuovi fanali anteriori e posteriori e nuova calandra; all'interno, plancia e cruscotto ridisegnati completamente, nuovi sedili e rivestimenti. Vennero inoltre introdotte piccole modifiche alla meccanica per migliorarne l'affidabilità. Sempre disponibile la scelta tra le due forme di carrozzeria, a 5 porte e/o a 3 porte con tetto in tela o fisso hard-top. Per tutte le Freelander, la dotazione da fuoristrada rimase completa: trazione integrale permanente di serie, ETC, ABS e HDC.
Quanto alla sicurezza su strada, Land Rover Freelander veniva offerto con il pacchetto ABS ed SRS come optional, vantando in caso di loro adozione sul mezzo, di doppio airbag frontale per guidatore e passeggero. Presente anche l'EBD o ripartitore elettronico di frenata. Di serie, inoltre, cinture a tre punti per tutti i passeggeri, con pretensionatore, barre anti-intrusione alle portiere. Sottoposto a test EuroNCAP, il veicolo totalizzò un punteggio di 3 stelle su 5, risentendo della progettazione della struttura risalente alla prima metà degli anni novanta.

### Motorizzazioni
| Modello | Disponibilità | Motore  | Cilindrata (cm³) | Potenza         | Coppia Massima (Nm) | Classe emissioni | Velocità max (Km/h) | Consumo medio (l/100 km) |
| 1.8     | 1998-2000     | Benzina | 1796             | 88 kW (120 CV)  | 165                 | Euro 2           | 165                 | 10.2                     |
| 1.8     | 2000-2005     | Benzina | 1796             | 86 kW (117 CV)  | 160                 | Euro 3           | 160                 | 10.4                     |
| 2.5 V6  | 2000-2005     | Benzina | 2497             | 130 kW (177 CV) | 240                 | Euro 3           | 182                 | 12.4                     |
| 2.0 TD  | 1998-2000     | Diesel  | 1994             | 71 kW (97 CV)   | 210                 | Euro 2           | 155                 | 7.7                      |
| 2.0 Td4 | 2000-2006     | Diesel  | 1951             | 82 kW (111 CV)  | 260                 | Euro 3           | 164                 | 7.6                      |
| 2.0 Td4 | 2005-2006     | Diesel  | 1951             | 95 kW (129 CV)  | 285                 | Euro 3           | 165                 | 8.3                      |

## Seconda serie (2006-2015)
Il Freelander di seconda serie ha debuttato al British International Motor Show del 2006.
Con misure leggermente aumentate rispetto alla prima serie (poco oltre i 4,5 m di lunghezza e gli 1,9 di larghezza, con il passo allungato di quasi 10 cm), in Europa è venduto come Freelander 2, mentre negli Stati Uniti è chiamato LR2.

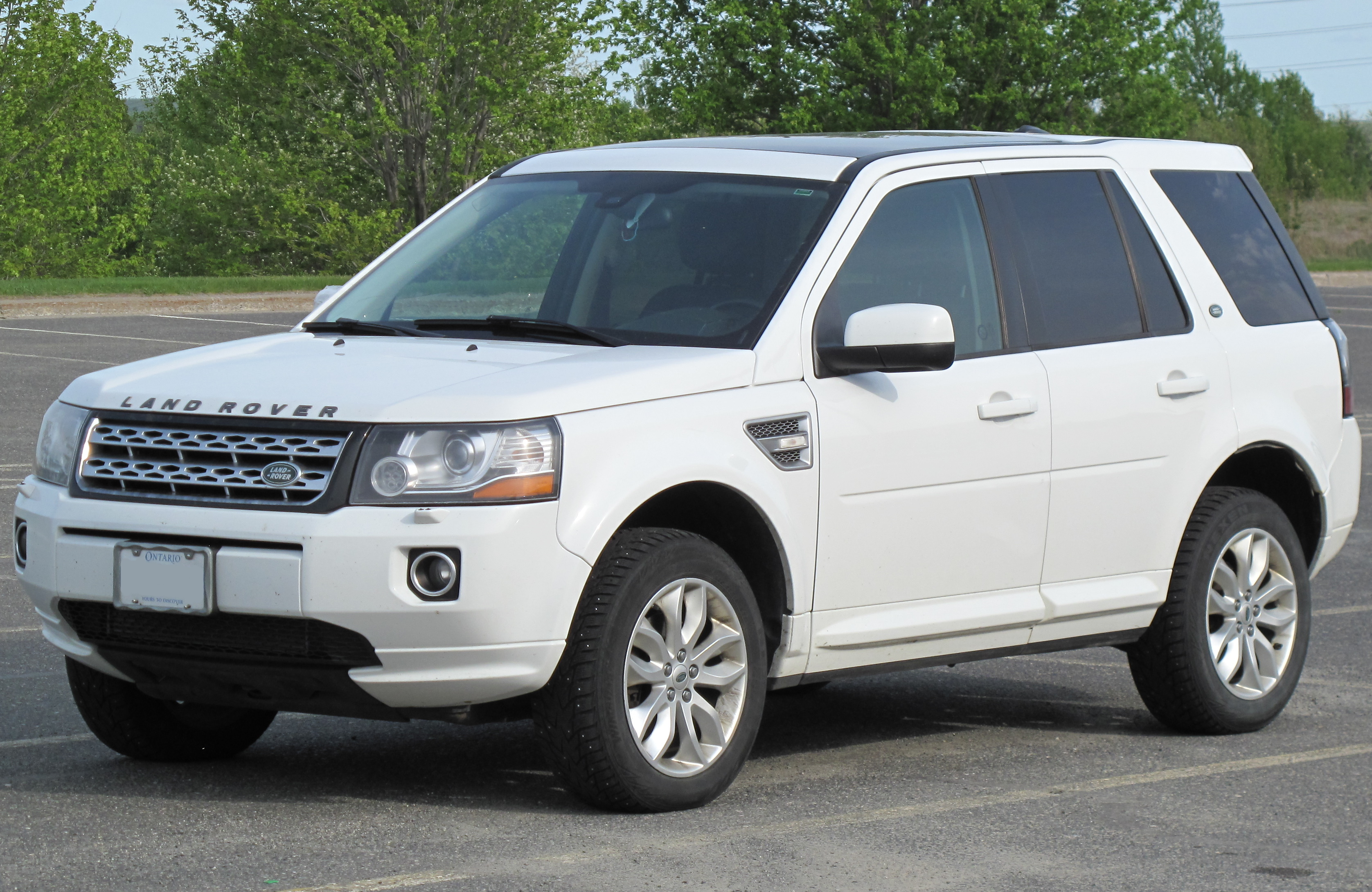
Restyling 2011

Si basa sulla piattaforma Ford EUCD, basata a sua volta sulla piattaforma Ford C1. La piattaforma EUCD è usata anche dal nuovo Ford Galaxy, dalla Ford S-MAX e dalla Volvo S80, per poi fungere da base per altri modelli Ford e Volvo.
Motori:
- 3.2 benzina trasversale 6 cilindri in linea, sviluppato da Ford e Volvo (indicato come i6);
- 2.2 common rail turbodiesel, sviluppato da Ford e PSA (indicato come TD4 nella versione da 150 CV e come SD4 nella versione da 190 CV)

Previste per tutte le motorizzazioni le varianti S, SE, HSE e, dal 2010, introdotta una variante a due sole ruote motrici denominata eD4.
Il Freelander 2, prodotto solo nella versione a 5 porte, fu progettato in modo da essere molto meno spartano rispetto al precedente modello, a partire dal design esterno: meno marcati riferimenti alla prima serie e piuttosto evidenti, invece, i richiami all'ammiraglia di Casa, il Range Rover, come nel caso dei montanti terminali di colore nero.
Il livello di comfort venne aumentato prevedendo diverse novità sia nella dotazione standard che in quella optional: aumentato il numero di airbag, presente la possibilità di avere un tetto apribile di grandi dimensioni, braccioli per i passeggeri anteriori, nuovo sistema di infotainment con possibilità di controlli indipendenti dell'impianto audio per i passeggeri posteriori.
Dal punto di vista dell'utilizzo fuoristradistico la novità principale fu il sistema Terrain Response introdotto sulla terza generazione di Land Rover Discovery: previsto di serie, rese il modello celebre per le capacità nuovamente ai vertici della categoria con possibilità di adattamento a qualsiasi tipi di terreno mediante selezione delle diverse modalità di utilizzo tramite una manopola posizionata sul tunnel centrale. La trazione di Freelander 2 -tranne che nella versione eD4- resta di tipo integrale permanente, con differenziale centrale di tipo Haldex.
Per quanto riguarda la sicurezza automobilistica, sottoposto al crash test dell'Euro NCAP nel 2007, totalizzò il punteggio di 5 stelle.
Nel 2011 un restyling ha interessato la mascherina anteriore, i gruppi ottici e gli interni, per adeguare il modello al nuovo corso stilistico intrapreso con l'introduzione di Range Rover Evoque.
Nel 2015 entra in produzione la Discovery Sport, destinata ad affiancarla e successivamente a sostituirla, nonostante rimanga ancora in produzione.

### Motorizzazioni
| Modello | Disponibilità | Motore  | Cilindrata (cm³) | Potenza         | Coppia Massima (Nm) | Emissioni CO2 (g/Km) | 0–100 km/h (secondi) | Velocità max (Km/h) | Consumo medio (Km/l) |
| 3.2 i6  | dal 2006      | Benzina | 3192             | 171 Kw (233 Cv) | 317                 | 255                  | 8.9                  | 200                 | 9.3                  |
| 2.2 TD4 | dal 2006      | Diesel  | 2179             | 110 Kw (150 Cv) | 420                 | 165                  | 11.7                 | 181                 | 16.1                 |
| 2.2 SD4 | dal 2006      | Diesel  | 2179             | 140 Kw (190 Cv) | 420                 | 185                  | 9.5                  | 190                 | 14.3                 |
| 2.2 TD4 | dal 2006      | Diesel  | 2179             | 118 Kw (160 Cv) | 420                 | 185                  | 9.5                  | 181                 | 14.3                 |